# Takatsukasa Mototada
Takatsukasa Mototada (鷹司 基忠, né en 1247, mort en 1313), fils de Kanehira, est un noble de cour (kugyō) de l'époque de Kamakura. Il occupe le poste de régent kampaku de 1268 à 1273. Takatsukasa Fuyuhira est son fils adoptif.